# Bundespressekonferenz

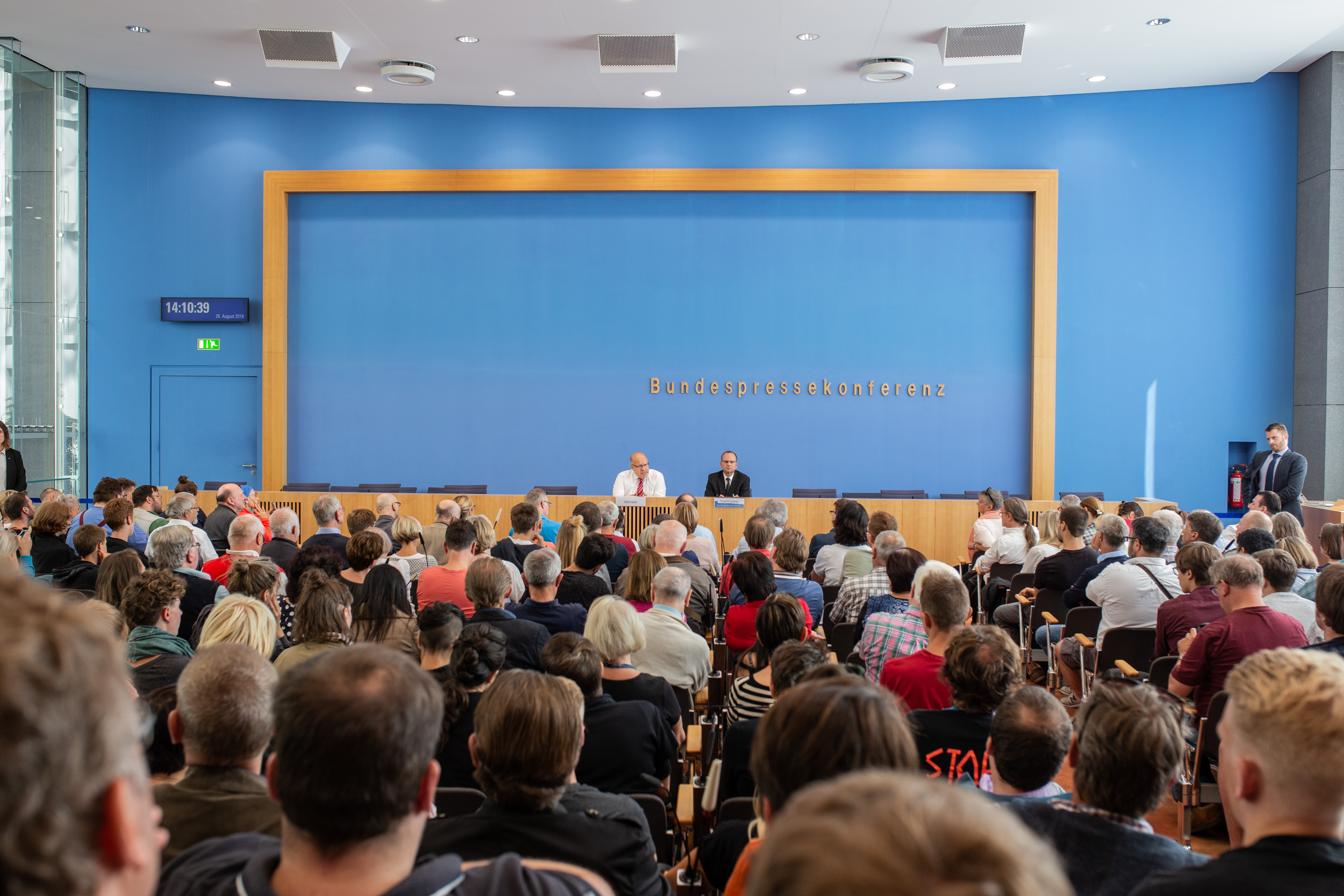
Saal der Bundespressekonferenz in Berlin (2018)

Die Bundespressekonferenz e. V. (BPK) ist ein als Verein organisierter Zusammenschluss von rund 900 hauptberuflichen Journalisten, die ausschließlich für deutsche Medien und ständig oder überwiegend aus Berlin und Bonn berichten. Nach dem Vorbild von Journalisten der Weimarer Republik ist ihr Ziel, Vertreter der Bundesregierung, der Parteien und Verbände oder einzelne Personen von bundesweiter politischer Bedeutung zu Pressekonferenzen einzuladen und zu befragen. Das im Jahr 2000 fertiggestellte Haus der Bundespressekonferenz befindet sich in Berlin-Mitte, Schiffbauerdamm 40 Ecke Reinhardtstraße 55.

## Organisation
Gegründet wurde die Institution im Herbst 1949 zunächst als Gesellschaft bürgerlichen Rechts. Seit dem 19. Mai 1953 ist sie ein eingetragener Verein, dessen Zweck es ist, Pressekonferenzen zu veranstalten und den Mitgliedern „Möglichkeiten einer umfassenden Unterrichtung der Öffentlichkeit zu verschaffen“, wie es in der Satzung heißt. Sie finanziert sich aus den Mitgliedsbeiträgen.

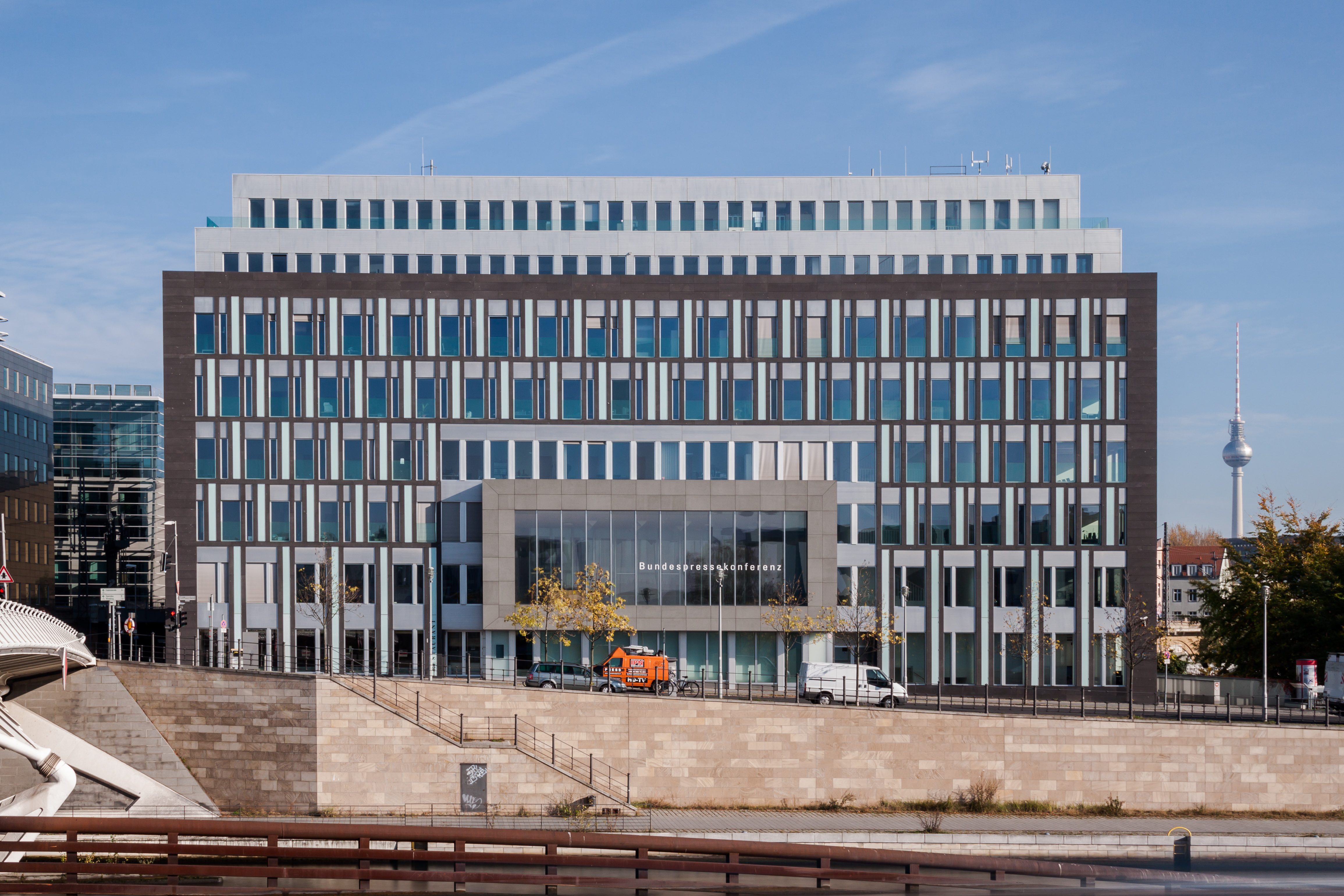
Haus der Bundespressekonferenz in Berlin (2014)

Anfangs gehörten auch ausländische Korrespondenten zur BPK, bis im Januar 1951 der Verein der Ausländischen Presse in Deutschland (VAP) entstand. Er war ursprünglich 1906 gegründet worden, ruhte aber seit 1945 und wurde dann 1951 in BRD und DDR als getrennte Vereinigungen neu gegründet. Neben den Mitgliedern der BPK haben nur die im VAP zusammengeschlossenen Auslandskorrespondenten in den Veranstaltungen Teilnahme- und Fragerecht.
Die Bundespressekonferenz hat rund 900 Mitglieder.
Seit dem Jahr 2000 besitzt der Verein ein eigenes Gebäude im Zentrum Berlins, das auch Büros für Korrespondenten zur Verfügung hält. Das Haus der Bundespressekonferenz wurde von den Architekten Johanne und Gernot Nalbach 1998 entworfen und zwei Jahre später fertiggestellt.
Der Verein wählt einen Vorsitzenden, dessen Stellvertreter sowie sechs weitere Vorstandsmitglieder, die rotierend die Veranstaltungen der BPK leiten.

### Besonderheit
Im Gegensatz zur Praxis in vielen anderen Staaten sind die Hausherren der Bundespressekonferenz die Journalisten selbst und nicht die Regierung, Ministerien, Parteien, Verbände, Weltanschauungsgemeinschaften oder einzelne Politiker. Dadurch kommen auch Journalisten, die für ihre kritischen Fragen bekannt sind, stets zu Wort, während in vergleichbaren Veranstaltungen in anderen Staaten diese Journalisten vielfach keine Fragen stellen können.
Aus dem gleichen Grund verzichten manche Gäste darauf, vor der Bundespressekonferenz zu erscheinen. Die Bundeskanzler etwa kommen in der Regel nur einmal im Jahr zur Bundespressekonferenz und veranstalten ansonsten ihre eigenen Pressekonferenzen im Kanzleramt. Auch Joschka Fischer war bekannt dafür, in seiner Zeit als Bundesaußenminister die Bundespressekonferenz zu meiden.
Drei Mal wöchentlich (montags, mittwochs und freitags) findet eine sogenannte Regierungspressekonferenz statt. Dazu werden routinemäßig die Pressesprecher der Bundesregierung und der Ministerien eingeladen, die nach ihren kurzen einleitenden Erklärungen auf Fragen der Journalisten antworten.
Die Gäste in der Pressekonferenz können einzelne Erläuterungen als vertraulich kennzeichnen und es entspricht der im Pressekodex festgehaltenen freiwilligen Selbstverpflichtung der Journalisten, diese Vertraulichkeit auch zu wahren. In der Praxis nutzen die Gäste diese Möglichkeit aber sehr selten.

## Geschichte
Die frühesten Wurzeln liegen in den vom Großen Generalstab des Kaiserlichen Heeres organisierten Pressekonferenzen während des Ersten Weltkrieges, die ab 1915 der frühere Börsenjournalist und Major Georg Schweitzer abhielt. Er hatte schon zu den Gründungsmitgliedern des kaiserlichen Presseballs gehört. Die „Unterrichtung des Volkes“ entsprach der damals vorherrschenden patriotischen Grundstimmung. Die Pressekonferenzen begannen improvisiert am 3. August 1914 im Reichstag, wurden bald täglich veranstaltet und erhielten nach einigen Wochen feste Regeln; außerdem wählten die Journalisten einen Ausschuss, der als Mittler, Schlichter in Streitfällen sowie quasi Ko-Organisator diente. Regional wurden Bezirkspressekonferenzen eingerichtet.
Nach Abschaffung der Monarchie nahmen die in Berlin tätigen Journalisten der führenden deutschen Tageszeitungen die Organisation der Pressekonferenzen bereits im November 1918 in die eigenen Hände und luden selbst Politiker und Regierungssprecher als Gäste ein, statt umgekehrt. Die Vereinigung der Korrespondenten, die regelmäßig einen Vorstand wählten, wurde allgemein als „Berliner Pressekonferenz“ bezeichnet.
Sie wurde von den Nationalsozialisten zunächst geduldet, aber im Juni 1933 aufgelöst und durch eine straff kontrollierte Regierungspressekonferenz des Reichsministeriums für Volksaufklärung und Propaganda ersetzt; diese wurde meist „Reichspressekonferenz“ genannt.
Nach Ende des Zweiten Weltkrieges griff man die Form der Pressekonferenzen der Weimarer Republik wieder auf. 1947 entstand zuerst die Landespressekonferenz in Hannover und 1948 die Frankfurter Pressekonferenz beim Wirtschaftsrat des Vereinigten Wirtschaftsgebietes. Sie löste sich mit der Gründung der Bundesrepublik Ende 1949 wieder auf und gilt als direkter Vorläufer der Bonner BPK. Viele ihrer Gründungsmitglieder waren aus der Frankfurter Pressekonferenz nach Bonn gewechselt, nachdem sich dort 1949 Bundesregierung und Parlament konstituiert hatten.

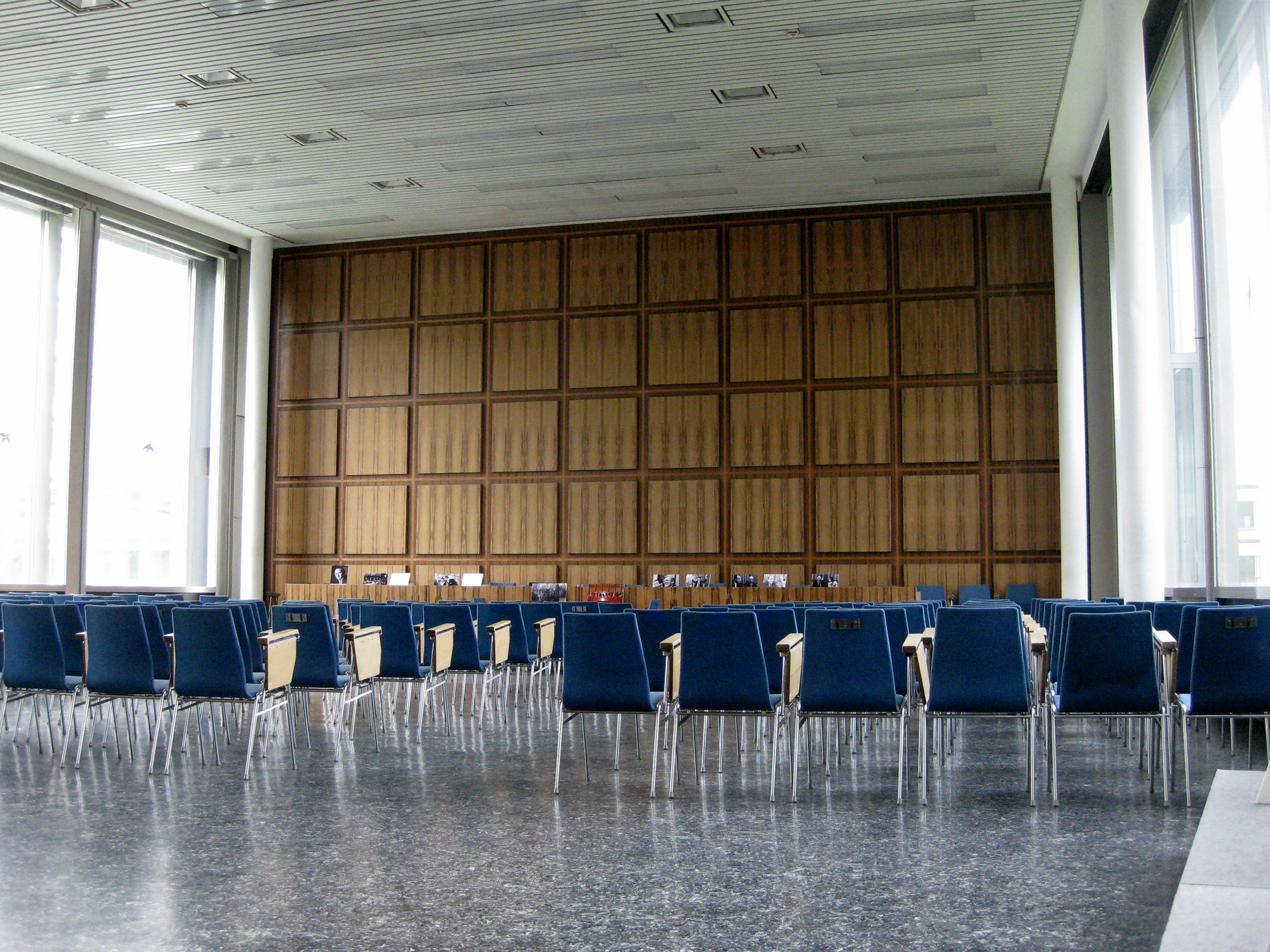
Saal der Bundespressekonferenz im Bonner Tulpenfeld (2014)

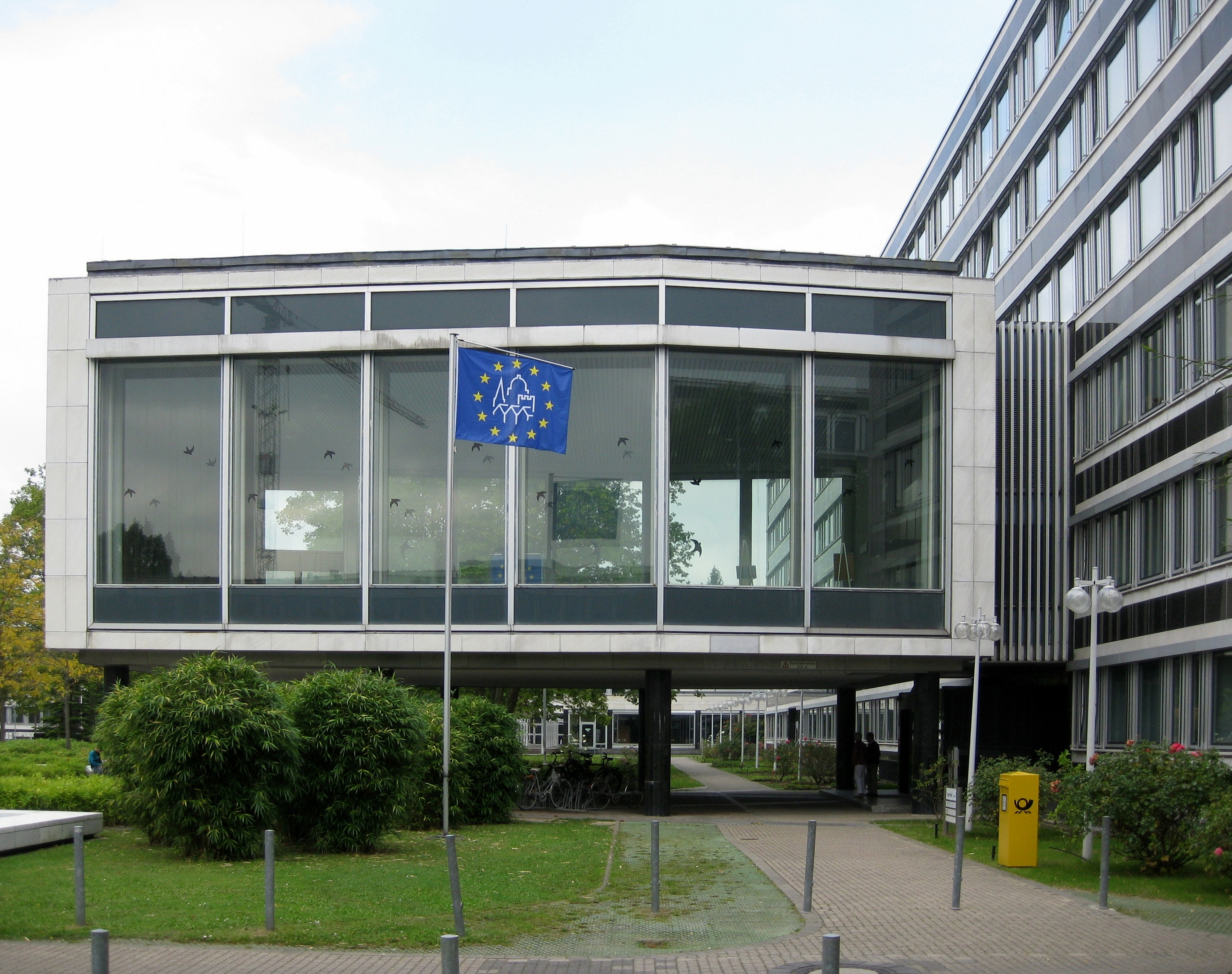
Saal der Bundespressekonferenz in Bonn von außen (2014)

Am 15. September 1949, dem Tag der ersten Bundeskanzlerwahl, rief eine Gruppe von Zeitungskorrespondenten per Aushang im Bonner Bundeshaus „alle beim Bundestag akkreditierten Journalisten zur Gründung einer Bundespressekonferenz“ auf.
Vier Tage später fand die Gründungsversammlung statt, offiziell konstituierte sich die BPK allerdings erst am 11. Oktober 1949 mit der Wahl eines geschäftsführenden Ausschusses.
Auf der ersten Bundespressekonferenz in eigener Verantwortung, die am 17. oder 18. Oktober 1949 im Plenarsaal des Bundesrates abgehalten wurde, standen Bundeskanzler Konrad Adenauer und Wirtschaftsminister Ludwig Erhard den Mitgliedsjournalisten Rede und Antwort. Später fanden die Pressekonferenzen für gewöhnlich im Raum 117a des Altbaus des Bundeshauses statt, dem Saal des Verteidigungsausschusses.
Schon unmittelbar nach der Gründung der BPK 1949 wurden bestimmte Mitglieder des Vorstandes mit einer der dringlichsten organisatorischen Aufgaben der Nachkriegszeit betraut: der Beschaffung von Wohnraum für die Bonner Journalisten. Es konnte damals eine Quote von 10 % für die ortsansässigen Mitglieder bei der Belegung von Sozialwohnungen durchgesetzt werden, die ursprünglich nur für Angestellte des Bundestages vorgesehen waren. Daher wohnten eine Reihe von Journalisten auch in der Reutersiedlung. Nachdem noch weitere Beihilfen (wie z. B. die Unterstützung Hinterbliebener) dazukamen, wurde der Sozialfonds Bundespressekonferenz ins Leben gerufen.
Nach dem Bau der Berliner Mauer 1961 kam es im Herbst eigens zur Satzungsänderung, um alle DDR-Korrespondenten von der BPK ausschließen zu können. Es blieb in der über 40-jährigen Geschichte der Bonner Republik der einzige Ausschluss gegen akkreditierte Journalisten. Er bestand fast 10 Jahre, bis der „Ausschluss-Paragraf“ am 8. Februar 1971 für ostdeutsche Journalisten wieder aus der Satzung entfernt und ihnen drei Jahre später auch die geforderte Aufnahme in den Verein der Auslandspresse ermöglicht wurde.
Ab Oktober 1967 war die Bundespressekonferenz mit ihrem Saal im sogenannten „Pressehaus“ der Allianzbauten am Tulpenfeld beheimatet. Ihr Erkennungszeichen dort war eine meterhohe, mit Quadraten versehene Palisander-Wand.
Nach dem Fall der Mauer unterstützte die BPK im Frühjahr 1990 die Gründung der „Pressekonferenz Hauptstadt Berlin“, aus der sich nach der deutschen Einheit die „Außenstelle Berlin der BPK“ entwickelte.
Mit dem Umzug von Regierung und Parlament im Jahre 1999 verlegte auch die BPK ihren Hauptsitz nach Berlin. Der Raum, in dem die Bundespressekonferenz stattfindet, sowie die Büros der Vereinsmitarbeiter sind dabei von der Allianz gemietet, der das Gebäude gehört.
Auch nach dem Umzug nach Berlin ist die Bundespressekonferenz jedoch weiterhin mit einer Außenstelle auch im Bonner Bundesviertel vertreten.
In der Abschlussrede der damaligen stellvertretenden Pressesprecherin Charima Reinhardt am 4. August 1999 im Bonner Tulpenfeld wurde die Anzahl der dort abgehaltenen Pressekonferenzen mit „zwischen 9.000 und 10.000“ angegeben.

### Vorsitzende

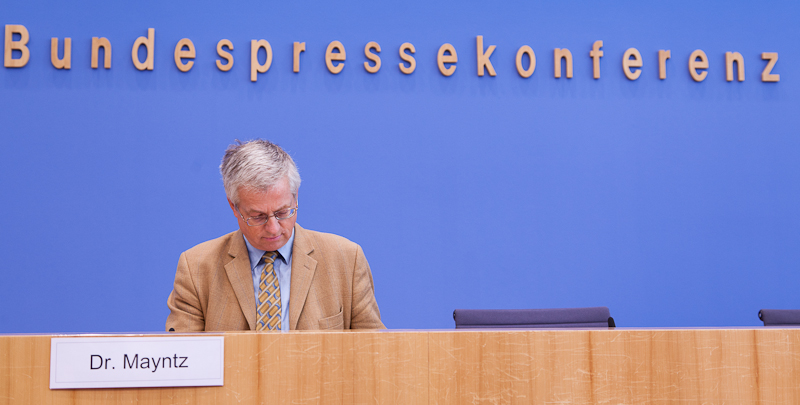
Gregor Mayntz – Vorsitzender von 2011 bis 2020

- 1950–1951: Irnfried von Wechmar
- 1951–1952: Fritz Brühl
- 1952: Karl Lohmann
- 1953: Franz Rodens
- 1953–1954: Wilhelm K. Papenhoff
- 1954–1956: Ferdinand Himpele
- 1956–1961: Harald O. Herrmann
- 1961–1962: Wolf Dietrich
- 1962–1963: Reinhard Appel
- 1963–1967: Hans Viefhaus
- 1968–1970: Hans Reiser
- 1971: Ernst Ney
- 1972–1973: Jürgen Lorenz
- 1974–1975: Hans Werner Kettenbach
- 1976–1980: Ernst Ney
- 1981–1989: Rudolf Strauch
- 1990–1995: Sten Martenson
- 1995–1999: Heinz Schweden
- 1999–2003: Tissy Bruns
- 2003–2011: Werner Gößling
- 2011–2020: Gregor Mayntz
- seit 2020: Mathis Feldhoff

### Ausschlüsse
Von 1990 bis 2024 war Hans-Peter Wilhelm (Hape) Kerkeling von einem Besuch der Bundespressekonferenz per Hausverbot ausgeschlossen. Er hatte 1990 für die Radio-Bremen-Fernsehsendung Total Normal „ungewöhnliche Fragen“ gestellt.
Im Dezember 2021 wurde gegen Boris Reitschuster ein Mitgliedsausschlussverfahren eingeleitet, das im März 2022 mit seinem Ausschluss endete. Es gab hierzu eine öffentliche Kontroverse im Zusammenhang mit der Berichterstattung Reitschusters zur Corona-Maßnahmenpolitik. Laut einer Beschreibung der Süddeutschen Zeitung habe er sich „kritisch und oftmals polemisch mit den Maßnahmen der Bundesregierung auseinandersetzt“. Als Ausschlussgrund wurde vom BPK-Verein angegeben, dass der Journalist die Voraussetzungen für die Mitgliedschaft nicht mehr erfülle, weil sein Medium in Montenegro und nicht in Deutschland ansässig sei.
Von 2022 bis 2023 war Florian Warweg von den NachDenkSeiten von dem Besuch der Bundespressekonferenz und einer Mitgliedschaft im BPK-Verein ausgeschlossen. Auf Warwegs Klage entschied das Berliner Landgericht, dass er zwar von einer Mitgliedschaft ausgeschlossen werden könne, nicht jedoch von der Teilnahme an den Veranstaltungen der Bundespressekonferenz. Dies begründet das Landgericht mit der Pressefreiheit nach Artikel 5 des Grundgesetzes. So nutze die Bundesregierung den Verein „und die von ihm zur Verfügung gestellte Örtlichkeit, um die ihnen obliegende Öffentlichkeitsarbeit“ mit den Veranstaltungen durchzuführen. Daher sei der Staat verpflichtet, sie allen Bewerbern gegenüber zugänglich zu machen. Die Mitglieder des Vereins dürften nicht bevorzugt behandelt werden. Seitdem muss der BPK-Verein Warweg an den Veranstaltungen teilnehmen lassen.

## Sozialfonds Bundespressekonferenz
Der Sozialfonds Bundespressekonferenz ist eine Selbsthilfeeinrichtung von Mitgliedern der Bundespressekonferenz in Form eines eingetragenen gemeinnützigen Vereins mit Sitz in Berlin. Die Mitglieder stammen aus dem Kreis der Bundespressekonferenz.
Die einmal jährlich zusammentretende Mitgliederversammlung berät soziale Maßnahmen und überwacht die Finanzen des Vereins. Aus dem Kreis der Mitglieder wird ein dreiköpfiger Vorstand gewählt, der seinen Vorsitzenden bestimmt.
Der Fonds hat den Zweck, in Not geratene Journalisten oder ihre Hinterbliebenen durch laufende finanzielle Zuwendungen oder einmalige Beihilfen zu unterstützen. Die Hilfsgelder des Sozialfonds stammen vor allem aus dem Ertrag der Tombola des jährlichen Bundespresseballs in Berlin. Daneben erhält der Verein unregelmäßig Zuwendungen von Sponsoren. Empfänger dieser Leistungen sind vorzugsweise ehemalige oder gegenwärtige Mitglieder der Bundespressekonferenz. Über Zuwendungen entscheidet der Vorstand nach Prüfung der Einzelfälle.

## Preis der Bundespressekonferenz
Seit 2014 wird jährlich der sogenannte Preis der Bundespressekonferenz – eine in Kristall gravierte Tastatur – im Rahmen des Bundespresseballs verliehen. Der Preis würdigt herausragende Leistungen im Sinne der Pressefreiheit.
Bisherige Preisträger sind der Reuters-Korrespondent Gernot Heller (2014), der Spiegel-Reporter Christoph Reuter (2015), der langjährige Leiter des ARD-Studios in Brüssel Rolf-Dieter Krause (2016), die Parlamentskorrespondentin Kristina Dunz (2017/dpa/Rheinische Post), die phoenix-Journalisten Gerd-Joachim von Fallois und Erhard Scherfer (2018), der polnische DW-Journalist Jacek Lepiarz (2019), der Podcast Coronavirus-Update des NDR (2020), vertreten von den Wissenschaftsjournalistinnen Korinna Hennig und Katharina Mahrenholtz, das Berliner Büro der Augsburger Allgemeinen Zeitung (2021), vertreten von Stefan Lange, Christian Grimm und Bernhard Junginger, der Journalist und Internet-Blogger Thomas Wiegold (2023), Nadine Lindner vom Deutschlandfunk (2024) und der Pressefotograf von der dpa Michael Kappeler (2025).

## Sonstiges

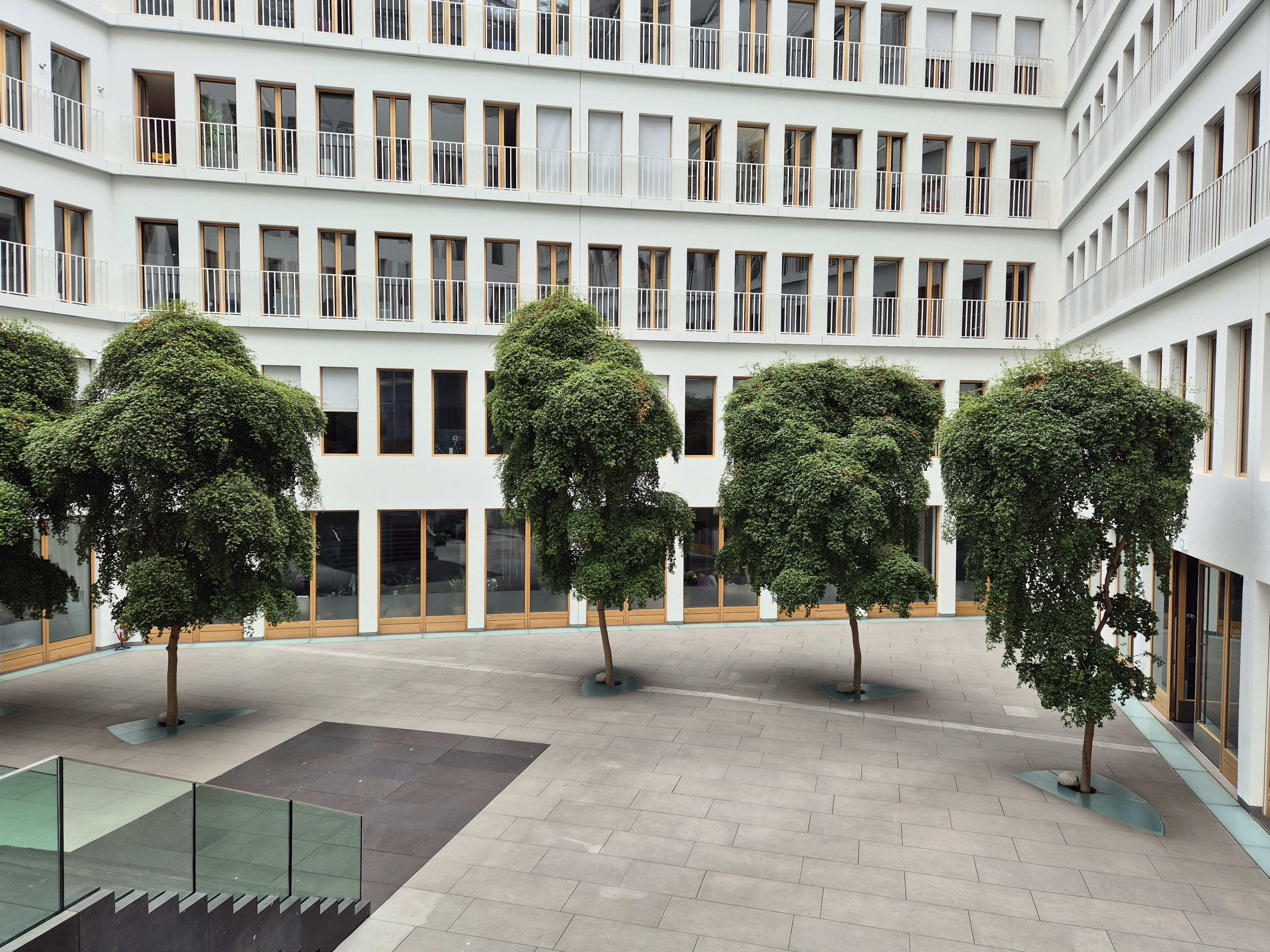
Innenansicht Atrium (2024)

Das Atrium der Bundespressekonferenz wird von einer weißen Linie quer über den Boden geziert. Diese Linie weist auf die frühere Grenze der Berliner Mauer hin.